# 沙赫達德

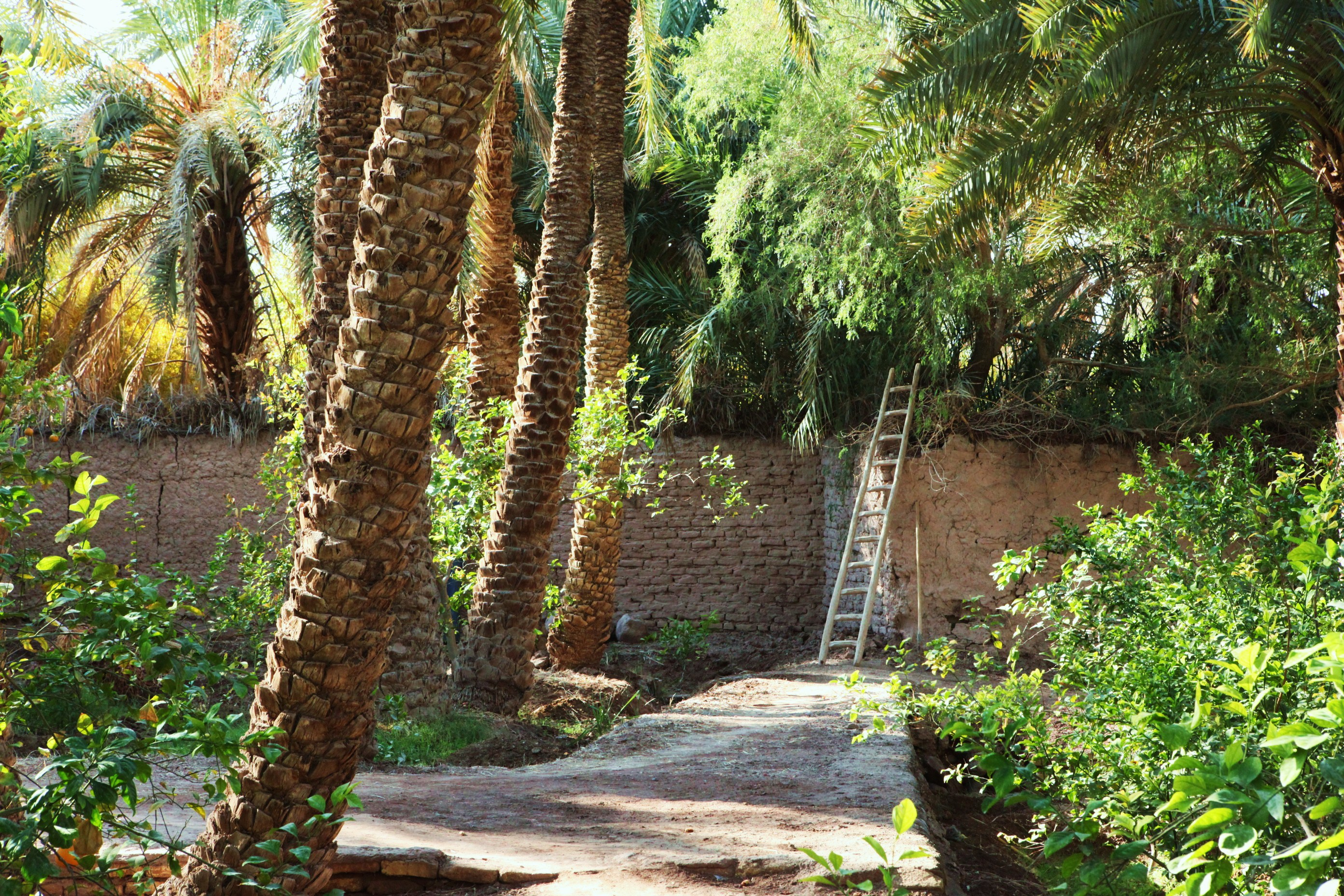

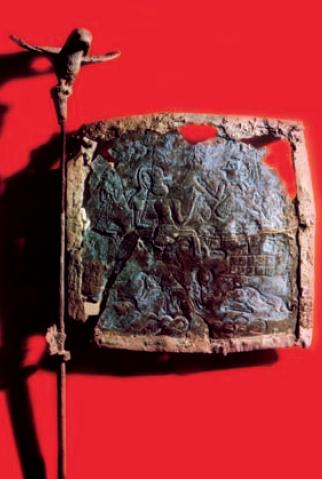

沙赫達德是伊朗的城市，位於該國東南部，由克爾曼省負責管轄，距離首府克爾曼95公里，主要農產品是棗類，該市的出土文物有人類史上最古老的金屬旗幟，2006年人口4,097。

## 外部連結
https://web.archive.org/web/20120311101131/http://parsyad.ir/gallery.aspx?id=56